# Roberto Beretta
Roberto Beretta (Lissone, 9 aprile 1960) è un giornalista e scrittore italiano.

## Biografia
Laureato in lettere, è giornalista nelle pagine culturali di Avvenire. Scrive inoltre sulla rivista cattolica Il Timone e in passato ha tenuto la rubrica "Galateo" sul mensile Messaggero di Sant'Antonio occupandosi prevalentemente di temi religiosi ed ecclesiastici. Il taglio dato da molti suoi articoli è da lui stesso definito "controcorrente" rispetto ai luoghi comuni che si hanno nei confronti della Chiesa e della storia. È inoltre direttore responsabile della rivista Presenza Betharramita edita dall'ordine dei Preti del Sacro Cuore di Gesù di Bétharram e attivista in numerose loro iniziative.
Nel 2005 esce per l'editore Piemme il volume Storia dei preti uccisi dai partigiani che riprende e amplia i contenuti di un'inchiesta pubblicata a puntate sul quotidiano Avvenire nel 2004.

## Opere
- La bussola di Abramo. Vicende missionarie in vista del Duemila, Rivoli, Leumann Elle Di Ci, 1990. ISBN 88-01-10443-X
- Preti di strada. Le frontiere dell'emarginazione e della speranza raccontate dai più noti sacerdoti anti-droga, con Giovanni Gazzaneo, Torino, SEI, 1995. ISBN 88-05-05444-5
- Imprimatur. I cristiani a schegge e strisce, con Gianni Chiostri, Milano, Gribaudi, 1995. ISBN 88-7152-388-1
- Il lungo autunno. Controstoria del Sessantotto cattolico, Milano, Rizzoli, 1998. ISBN 88-17-85523-5
- Il piccolo ecclesialese illustrato, Milano, Ancora, 2000. ISBN 88-7610-852-1; 2013. 978-88-514-1136-7 (ed. aggiornata)
- Davide e Golia. I cattolici e la sfida della globalizzazione, con Piero Gheddo, Cinisello Balsamo, San Paolo, 2001. ISBN 88-215-4549-0
- Gli undici comandamenti. Equivoci, bugie e luoghi comuni sulla Bibbia e dintorni, con Elisabetta Broli, Casale Monferrato, Piemme, 2002. ISBN 88-384-6491-X
- Le bugie della chiesa. Equivoci, errori e luoghi comuni sulla fede e dintorni, con Elisabetta Broli, Casale Monferrato, Piemme, 2003. ISBN 88-384-6589-4
- San Francesco e la leggenda del presepio, Milano, Medusa, 2003. ISBN 88-88130-77-2
- Peccato non farlo. Tutto quello che volevate sapere sul sesso e la Chiesa non ha (quasi) mai osato dirvi, con Elisabetta Broli, Casale Monferrato, Piemme, 2004. ISBN 88-384-8413-9
- Storia dei preti uccisi dai partigiani, Casale Monferrato, Piemme, 2005. ISBN 88-384-8459-7
- Bibbia ridens. Barzellette e battute... per ridere da Dio!, con Elisabetta Broli, Casale Monferrato, Piemme, 2005. ISBN 88-384-8414-7
- Chiesa padrona. Strapotere, monopolio e ingerenza nel cattolicesimo italiano, Casale Monferrato, Piemme, 2006. ISBN 88-384-8814-2
- Da che pulpito... Come difendersi dalle prediche, Casale Monferrato, Piemme, 2006. ISBN 88-384-1063-1
- Una, santa, cattolica e... voltagabbana, con Elisabetta Broli, Casale Monferrato, Piemme, 2007. ISBN 978-88-384-3377-1
- Cantavamo Dio è morto. Il '68 dei cattolici, Casale Monferrato, Piemme, 2008. ISBN 978-88-384-9929-6
- La santa puttana. Storia vera di una conversione scandalosa, Napoli; Roma, L'Ancora del Mediterraneo, 2010. ISBN 978-88-8325-267-9